# Ишбулдино
Ишбу́лдино (баш. Ишбулды) — деревня в Абзелиловском районе Республики Башкортостан, входит в Халиловский сельсовет.

## География
Расположена на правом берегу реки Большой Кизил, в 29 км к югу от районного центра села Аскарова, в 40 км к северу от города Сибая, в 255 км к юго-востоку от столицы республики города Уфы.
Имеется подъездная автодорога от села Халилово.

## История
Деревня является одним из коренных карагай-кипчакских населённых пунктов района.
Деревня носит имя помощника старшины Ишбулды Биккужина, которому в 1816 г. исполнилось 72 года. Деревня также имеет второе название Ахаево. Так звали старшего сына Ишбулды, служившего юртовым старшиной.
В 1812 г. отличились воины 14-го башкирского полка Калямгужа Кылысов и Мурзабулат Альмухаметов, награждённые медалями «За взятие Парижа» и «В память войны 1812 г.».
В деревне Ишбулдино по V ревизии было 20 дворов, в одном из них жили татары. В середине XIX в. 39 дворов насчитывали 232 жителя. В 1920 г. при 143 дворах было 677 человек.

## Инфраструктура
Средняя школа, фельдшерско-акушерский пункт, дом культуры.
Улицы: Молодёжная, Кизильская, Ф. Гумеровой.

## Религия
В деревне есть мечеть Абдулла.

## Люди, связанные с селом
- Гумерова, Фахира Мухаметшариповна (3 февраля 1921 года — 28 июля 1996 года) — телятница Янгельского зерносовхоза, Герой Социалистического Труда, депутат Верховного Совета РСФСР восьмого созыва, депутат Верховного Совета БАССР седьмого созыва.

## Пожар в доме милосердия
В ночь на 15 декабря 2020 года в деревне произошёл пожар в доме милосердия (в доме престарелых «Ахай»), в результате погибли 11 человек.